# Román Romanenko
Román Yúrievich Romanenko (en ruso: Роман Юрьевич Романенко, Shchólkovo, 9 de agosto de 1971) es un cosmonauta ruso.

## Vida personal
Sus padres, Yuri Romanenko y Aleftina Ivanovna Romanenko, viven en Star City. Está casado con Yulia Leonídovna Romanenko (Danilovskaya), con quien tiene un hijo. Sus pasatiempos incluyen la caza submarina, el tenis, reparaciones de automóviles, el turismo, la navegación a vela, el voleibol y la música.

## Educación
Después de graduarse de la escuela secundaria Star City en 1986, Romanenko entró en la escuela de Leningrado Suvorov militar, de donde se graduó en 1988. En 1988, ingresó en la Escuela de la Fuerza Aérea de Chernigov alta para los pilotos, donde se graduó en 1992 como piloto-ingeniero.

## Experiencia
Después de graduarse de la escuela de pilotos Romanenko desempeñó como segundo comandante de la Fuerza Aérea. Voló el avión L-39 y el Tu-134. Romanenko ha registrado más de 500 horas de tiempo de vuelo. Él es un piloto de la Fuerza Aérea tercera Clase.

## Premios
El 6 de mayo de 2010, Romanenko fue galardonado con el Héroe de la Federación Rusa medalla por el decreto del presidente ruso Dmitri Medvédev También fue galardonado con el título honorífico piloto cosmonauta de la Federación Rusa.

## Carrera como cosmonauta

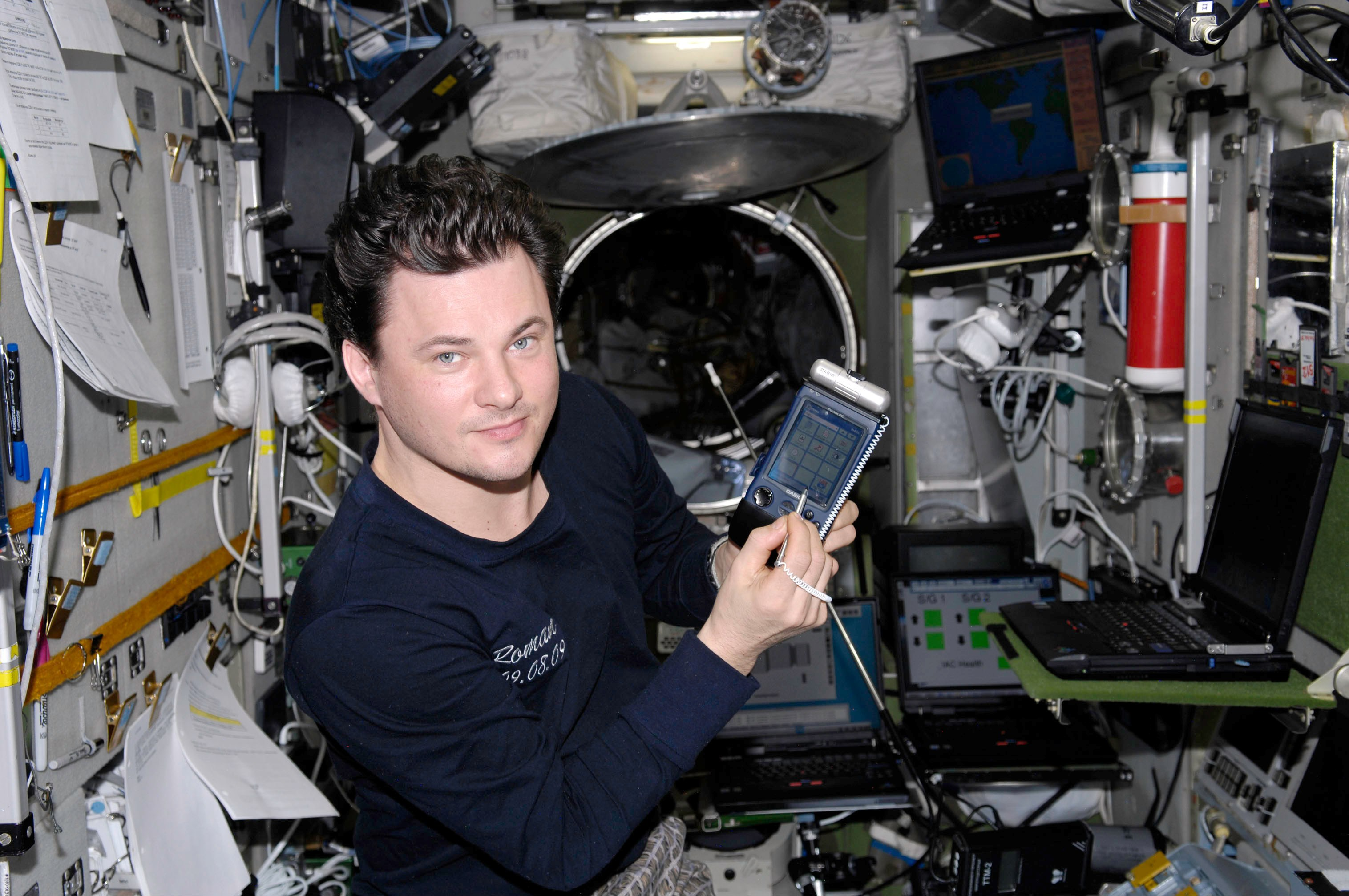
Román Romanenko dentro del módulo Zvezda de la ISS.

Romanenko fue seleccionado como candidato a astronauta en el Centro Gagarin de entrenamiento de cosmonautas Oficina de Cosmonautas en diciembre de 1997. Desde enero de 1998 hasta noviembre de 1999 emprendió su curso de formación básica. En noviembre de 1999 fue calificado como un cosmonauta de prueba.
Sirvió como el respaldo a Oleg Kotov como el Comandante de Soyuz TMA-10 y Fiódor Yurchijin como Comandante de Expedición 15.

### Expedición 20/21
El 27 de mayo de 2009, Romanenko fue lanzado al espacio como el comandante de la Soyuz TMA-15 nave espacial del Sitio 1/5 en el cosmódromo de Baikonur de Kazajistán Él era parte de la Expedición 20 y Expedición 21 tripulaciones y fue el tercer viajero espacial de segunda generación a partir de Serguéi Vólkov y Richard Garriott. Romanenko sirvió como ingeniero de vuelo a bordo de la ISS durante las dos misiones de larga duración.
Después de pasar 187 días y 20 horas en el espacio, Romanenko regresó a la Tierra junto con los astronautas, Robert Thirsk y Frank de Winne el 1 de diciembre de 2009.

### Primera caminata espacial

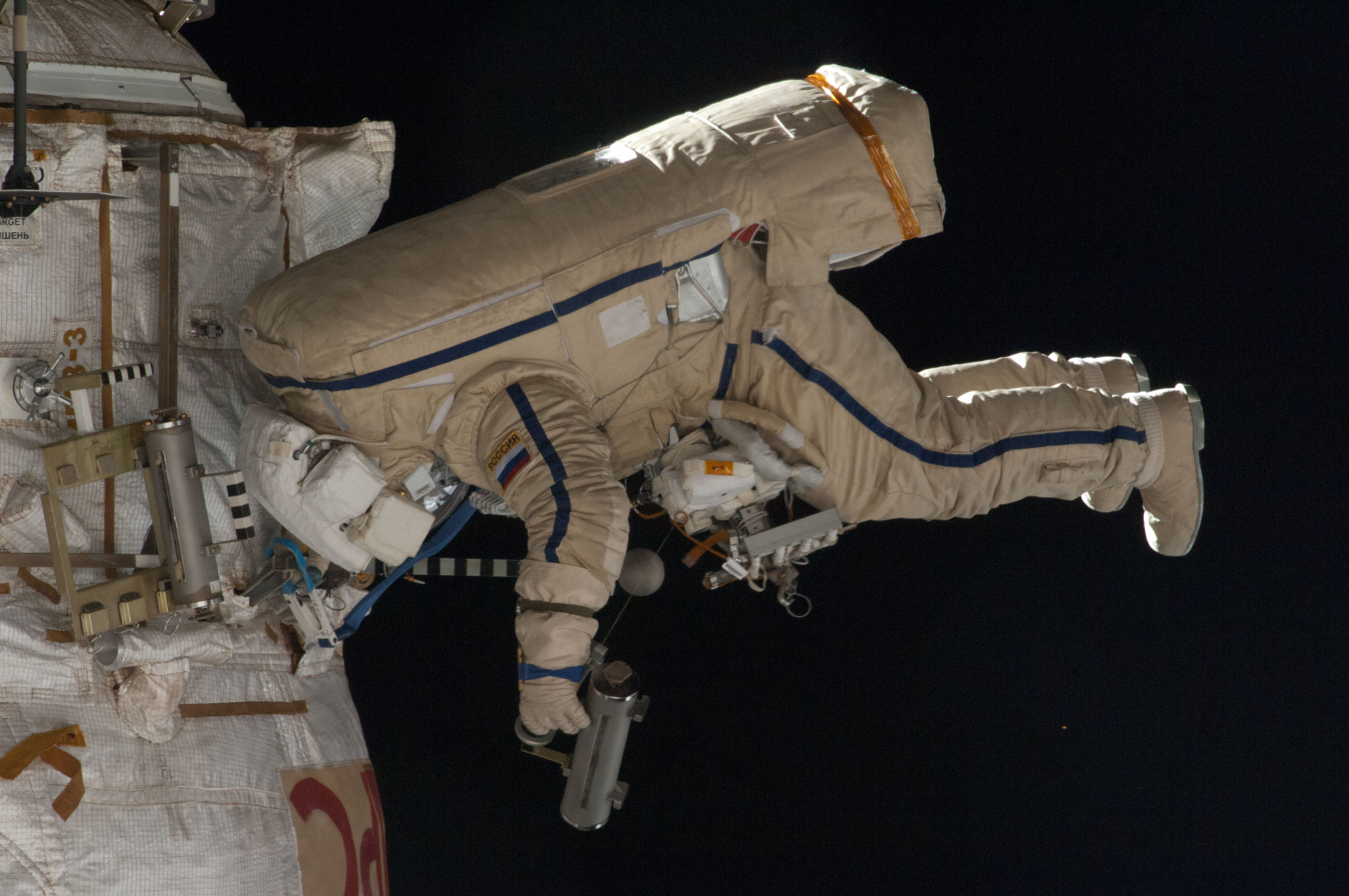
Romanenko durante la primera caminata espacial de la Expedición 35 misión del 19 de abril de 2013.

El 19 de abril de 2013 Romanenko completó su primera caminata espacial con su compañero cosmonauta Pável Vinográdov, de 6 horas 38 minutos EVA para realizar reparaciones a la ISS